# Greifswald
Greifswald (pronunciación en alemán: /ˈɡʁaɪfsvalt/ⓘ) es una ciudad hanseática y universitaria situada en la región de Pomerania Occidental (noreste de Alemania), a orillas de la bahía homónima (Greifswalder Bodden), en el mar Báltico, bahía cerrada por las mayores islas alemanas, la Rügen y Usedom.

## Historia y arte
El origen de Greifswald se halla en la fundación de un monasterio cisterciense. Las impresionantes ruinas de este monasterio se encuentran cerca de la ciudad, en el pequeño pueblo de Eldena.
En 1250 el duque de Pomerania Wartislaw III otorgó a los habitantes de Greifswald el derecho municipal de Lübeck.
En 1362, en el marco de la guerra danesa-hanseática, la ciudad acogió a la cumbre de la Liga Hanseática, Holstein y Suecia para preparar la acción militar contra Dinamarca, después de que esta les había arrebatado Visby el año anterior. En la campaña que seguía, la ciudad aportó a 200 hombres armados al esfuerzo bélico.
Durante la guerra de los Treinta Años, Greifswald fue ocupada por las tropas imperiales el 20 de noviembre de 1627 y por las tropas suecas en junio de 1631.
Fue la capital de la Pomerania Sueca entre 1720 y 1814 (ocupada por Francia entre 1807-1810 y 1812-1813) hasta su entrega el 23 de octubre de 1815 a Prusia.

## Universidad

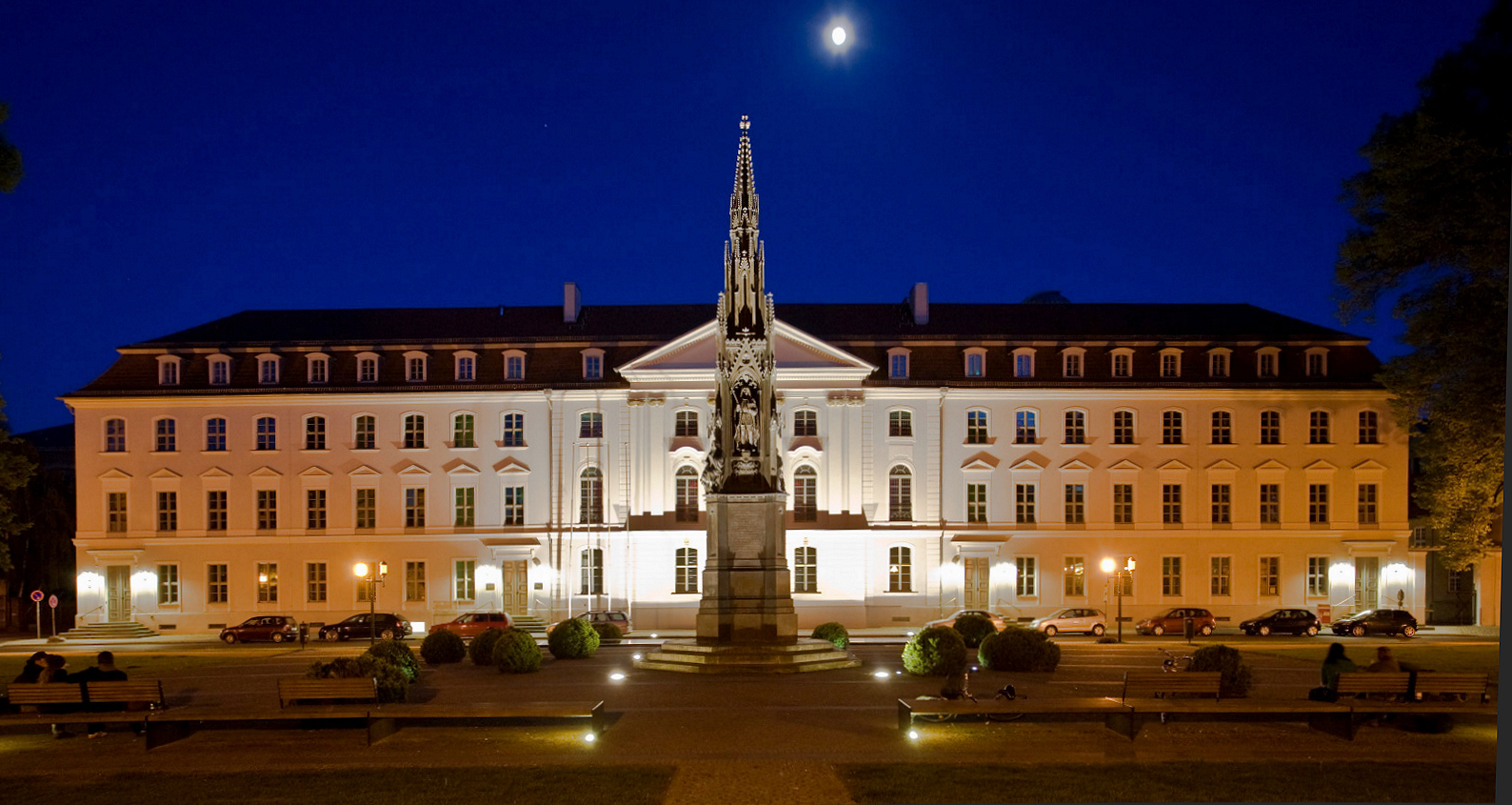
Universidad de Greifswald.

La ciudad depende de la universidad y de sus estudiantes, tanto económica como culturalmente. La universidad de Greifswald fue fundada en 1456 por el alcalde de entonces Heinrich Rubenow. Después de la universidad de Rostock, es la segunda en antigüedad en la Europa del Norte. A partir de 1933 se llama Ernst-Moritz-Arndt Universität. Actualmente, alrededor de 10 000 estudiantes cursan estudios en ella.

## Festival de estudiantes
Un grupo de estudiantes organiza desde hace algunos años el Greifswald International Students' Festival , que atrae a muchos estudiantes de toda Europa, especialmente del Este.
Se organizan actividades culturales, deportivas y musicales sin ánimo de lucro y con el objetivo de promover un debate abierto y enriquecedor entre los estudiantes sobre diversos temas de actualidad.

## Ciudades hermanadas
- Osnabrück, Alemania, desde 1988
- Tver, Rusia
- Kotka, Finlandia, desde 1959
- Lund, Suecia, desde 1990
- Kristianstad, Suecia, desde 1998
- Hamar, Noruega, desde 1997
- Goleniów, Polonia, desde 1986
- Stettin, Polonia, desde 1996
- Angers, Francia, desde 1994
- College Station, Texas, EE. UU., desde 1995
- Pomerode, Santa Catarina, Brasil, desde 2001

## Personajes célebres

### Nacidos en Greifswald
- Caspar David Friedrich (1774-1840), pintor romántico alemán.
- Hans Fallada, escritor.
- Toni Kroos, futbolista.
- Alexander Kowalski, DJ y productor.
- Luise Greger, compositora.
- Josef Sommer, actor estadounidense de origen alemán.
- Felix Kroos, futbolista.